# In-ear monitor

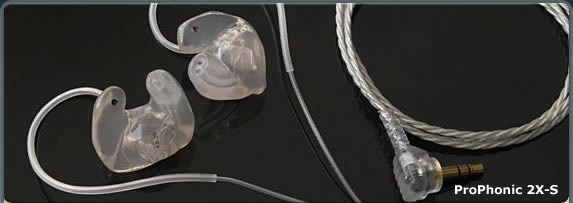
In-ear monitor van Sensaphonics

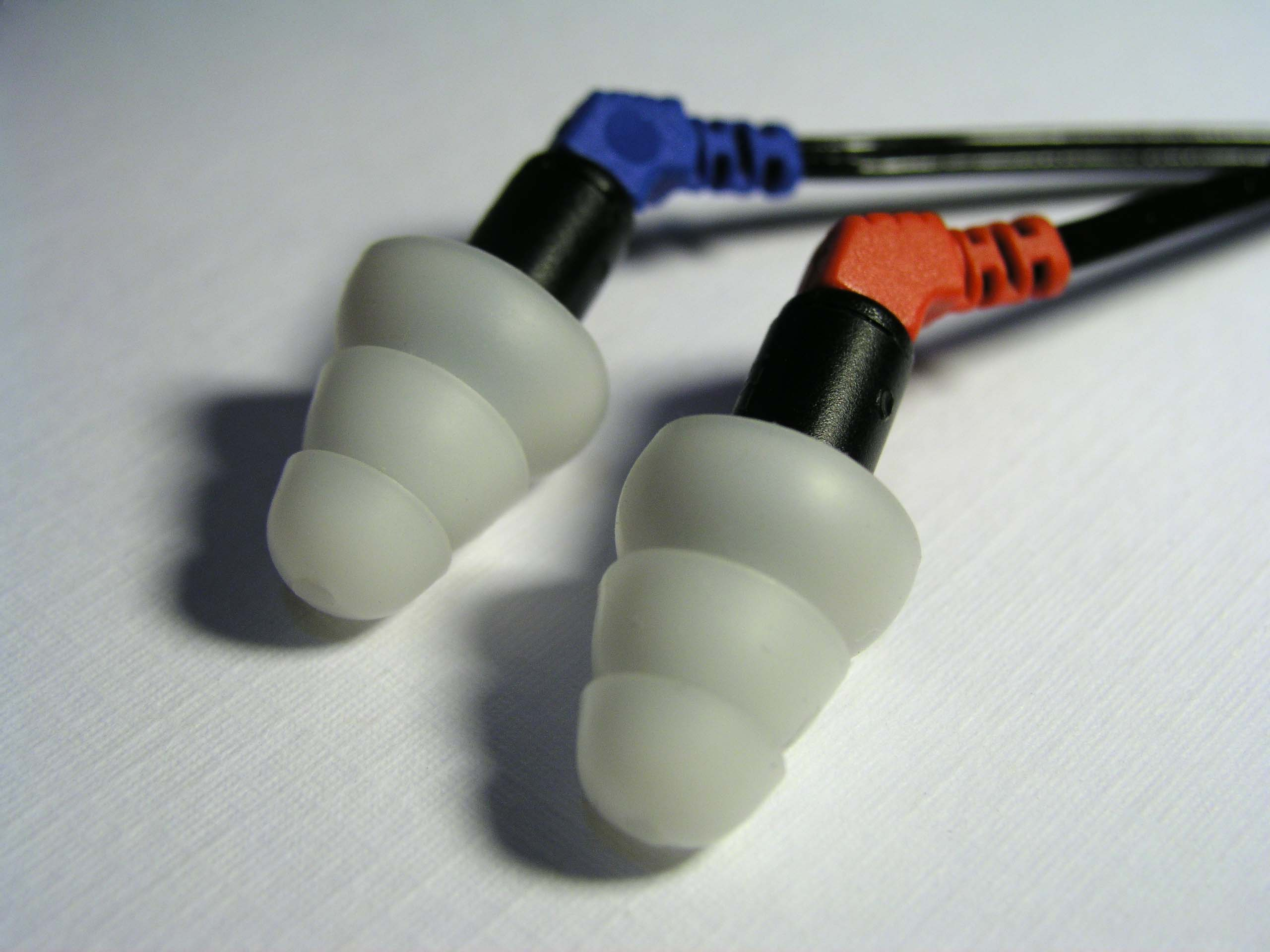
In-ear monitor van Etymotic

Een in-ear monitor (IEM) is een geluidsisolerend luidsprekersysteem voor in de oren, vergelijkbaar met oordopjes maar gedragen in de gehoorgang, vaak vergezeld van een kleine, op het lichaam draagbare radio-ontvanger, waarmee een podiumartiest of geluidstechnicus het gemengde geluid van muziekinstrumenten en zangstemmen kan horen. Het systeem wordt vaak gebruikt in situaties waarin podiummonitoren (luidsprekers op de vloer) niet wenselijk zijn, of wanneer de artiest zeer beweeglijk is. In-ear monitors zijn vaak op maat gegoten. De meeste IEM systemen versturen het geluid analoog via FM en kennen een extreem lage latentie (vertraging in de dataoverdracht) van 0,4 tot ongeveer 6 ms. In-ear monitors hebben een bereik van 90 tot 300 meter. Ze werken op de UHF band.
Geschiedenis
Een van de eerste artiesten die van in-ears gebruik maakte was Stevie Wonder. Daarvoor zijn er in de jaren '70 verschillende uitvoeringen gemaakt, maar na dat optreden kwam het gebruik in een stroomversnelling. Veel grote artiesten in die tijd wilden ze hebben, maar voor veel amateurs waren ze nog te duur. Nadien kwam er een goedkoper model, dat nog steeds wordt geproduceerd en enorm populair is. 

## Enkele voordelen
- Met een in-ear monitor hoort de gebruiker minder omgevingsgeluid, waardoor het geluid minder hard hoeft te zijn, hetgeen gehoorschade beperkt of voorkomt. Sommige modellen hebben ook een limiter.
- Wanneer een artiest door de jaren heen gehoorschade heeft opgelopen, is een in-earsysteem vaak nog de enige mogelijkheid genoeg te kunnen horen, zonder dat dit veel rondzingen veroorzaakt. Een bekende Nederlandse artiest met dit probleem was zanger André Hazes, die aan het eind van zijn leven zoveel gehoorschade had opgelopen, dat hij zelfs met een in-earsysteem bijna niets meer hoorde.